# Rally del Brasile
Il Rally del Brasile è stata una prova del campionato del mondo rally nelle stagioni 1981 e 1982.

## Caratteristiche
Il rally, prevalentemente su sterrato, venne disputato nelle stagioni mondiali 1981 e 1982 si tenne nel mese agosto.
Nel 2011 Michèle Mouton, che il rally lo vinse nel 1982, si è recata in Brasile per conto della Federazione Internazionale dell'Automobile, al fine di sondare le condizioni per una possibile reintroduzione del rally nel programma del campionato del mondo rally 2013.

## Albo d'oro
| Anno | Denominazione                           | Vincitore       | Auto                  | Validità                       |
| ---- | --------------------------------------- | --------------- | --------------------- | ------------------------------ |
| 1979 | 1° Rali Internacional do Brasil         | Markku Alén     | Fiat 131 Abarth       | Campionato di rally brasiliano |
| 1980 | 2° Rallye do Brasil                     | Arno Hees       | Fiat 147 alcool       | CODASUR                        |
| 1981 | 3º Marlboro Rali do Brasil              | Ari Vatanen     | Ford Escort RS1800    | WRC                            |
| 1982 | 4º Marlboro Rali do Brasil              | Michèle Mouton  | Audi Sport quattro    | WRC                            |
| 1985 | 5° Rallye do Brasil Rio Grande do Sul   | Gustavo Trelles | Ford Escort 1600 MKII | CODASUR                        |
| 1986 | 6° Rallye do Brasil                     | Gustavo Trelles | Ford Escort 1600 MKII | CODASUR                        |
| 1987 | 7° Rallye do Brasil / Rally de Gramados | Jorge Fleck     | Volkswagen Gol        | CODASUR                        |